# Мариландия-ду-Сул
Мариландия-ду-Сул (порт. Marilândia do Sul) — муниципалитет в Бразилии, входит в штат Парана. Составная часть мезорегиона Северо-центральная часть штата Парана. Входит в экономико-статистический  микрорегион Апукарана. Население составляет 8948 человек на 2006 год. Занимает площадь 384,424 км². Плотность населения — 23,3 чел./км².
Праздник города — 14 декабря.

## История
Город основан в 1952 году.

## Статистика
- Валовой внутренний продукт на 2003 год составляет 108 097 690,00 реалов (данные: Бразильский институт географии и статистики).
- Валовой внутренний продукт на душу населения на 2003 год составляет 12 004,19 реалов (данные: Бразильский институт географии и статистики).
- Индекс развития человеческого потенциала на 2000 год составляет 0,739 (данные: Программа развития ООН).

## География
Климат местности: субтропический. В соответствии с классификацией Кёппена, климат относится к категории Cfa.